# Американська архієпархія (КПЦ)
Гре́цька правосла́вна архиєпа́рхія Аме́рики — єпархія Вселенського патріархату Константинополя, зі штаб-квартирою в Нью-Йорку. Нинішній примат - архиєпископ Америки Елпідофор.

## Чинний архиєпископ
11 травня 2019 р. Священний і Священний Синод церкви одноголосно обрав митрополита Бурсу Елпідофора новим архиєпископом Америки після добровільної відставки архиєпископа Димитрія.  Окрім того, що служив митрополитом Бурси, Ельпідофор також виконував обов'язки настоятеля Святого монастиря Святої Трійці в Халках і професора Богословської школи Аристотелеївського університету в Салоніках.  Митрополит Мефодій Бостона служив <i id="mwIA">місцеблюстителя</i>, поки Elpidophoros НЕ сидить на 22 червня 2019 року  
Станом на  2019 Archbishop Elpidophros serves the Greek Orthodox Archdiocese of America. He serves as:
- Предстоятель грецької православної церкви в Америці
- Екзарх Вселенського патріархату
- Президент Священно-Єпархіального Синоду
- Голова Асамблеї канонічних православних єпископів Сполучених Штатів Америки

Деталі єпископа включають:
- Посвячений у митрополити Бурси 20 березня 2011 р. [4] [5]
- Обраний архиєпископом Америки 11 травня 2019 р
- Інтронований на посаді архиєпископа Америки 22 червня 2019 року

## Місія
Місія архиєпархії - проголошувати Євангеліє Христа, навчати та поширювати православну християнську віру, активізувати, культивувати та керувати життям Церкви у Сполучених Штатах Америки відповідно до православної християнської віри та традиції.
Грецька православна церква в Америці вважає, що вона освячує вірних через божественне поклоніння, особливо Святу Євхаристію та інші таїнства, будуючи духовне та етичне життя вірних відповідно до Святого Письма, Священної Традиції, доктрин і канонів Вселенського і місцеві Собори, канони святих апостолів і отців Церкви та всіх інших Соборів, визнаних православною церквою.
Архиєпархія зазначає, що вона служить маяком, носієм і свідком послання Христа всім людям, які проживають у Сполучених Штатах Америки, завдяки божественному поклонінню, проповідуванню, навчанню та життю православної християнської віри. 

## Історія
До створення грецької архиєпархії в Західній півкулі існувало численні громади грецьких православних християн.  26 червня 1768 року перші грецькі колоністи висадились у Сент-Августині, штат Флорида, найстарішому місті Америки.  Перша грецька православна громада в Америці була заснована в 1864 році в Новому Орлеані, штат Луїзіана, невеликою колонією грецьких купців.   Перша постійно діюча громада була заснована в Нью-Йорку в 1892 році  сьогоднішній архиєпархіальний собор Святої Трійці та Престол Архиєпископа Америки. Грецька православна архиєпархія Північної та Південної Америки була зареєстрована в 1921 році  та офіційно визнана штатом Нью-Йорк у 1922 році.
У 1908 р . Грецька церква отримала владу над грецькою православною конгрегацією Америки  але в 1922 р. Константинопольський патріарх Мелетій IV передав архиєпархію назад під юрисдикцію Константинопольської церкви .  У 1996 році Вселенський патріархат розділив архиєпархію на чотири частини: Грецьку православну архиєпархію Канади, Центральної Америки, Південної Америки та Америки, яка залишилася на території Сполучених Штатів Америки.
До 2019 року ходили чутки, що Грецька православна архиєпархія Америки страждає фінансово і зараз перебуває у "фінансовому, адміністративному та духовному банкрутстві". 

## Святій Єпархіальний Синод
Священно-Єпархіальний Синод архиєпархії складається з:
- Архиєпископ Америки Елпідофос (Ламбрініадіс), президент [1]
- Митрополит Методій (Турнас) Бостона
- Денверський митрополит Ісая (Хронопулос)
- Митрополит Атланта Алексій (Панайотопулос)
- Митрополит Микола (Піссаріс) Детройтський
- Митрополит Савас (Зембіллас) Пітсбурзький
- Митрополит Сан-Франциско Герасимос (Міхалеас)
- Митрополит Євангелос (Куруніс) Нью-Джерсі
- Митрополит Чиказький Нафанаїл (Симеонід)

## Організація
Грецька православна архиєпархія Америки складається з архиєпархіального округу (Нью-Йорк) і восьми мегаполісів (раніше єпархій ): Нью-Джерсі, Чикаго, Атланта, Детройт, Сан-Франциско, Пітсбург, Бостон і Денвер.  Ним керує архиєпископ та Єпархіальний синод митрополитів. Синод очолює архиєпископ (як перший серед рівних) і включає митрополитів, які контролюють служіння та діяльність відповідних метрополій. Він має всю владу та відповідальність, які церковні канони передбачають для провінційного синоду. 
У Грецькій православній архиєпархії Америки налічується понад 500 парафій, 800 священиків та приблизно 440 000 - 2 мільйони вірних, залежно від джерела звітів та методу підрахунку голосів.  Кількість парафій у Грецькій Архиєпархії зросла приблизно на 9% за десятиліття з 1990 по 2000 рік, і приріст членства в основному відбувся в плані того, що існуючі члени мають дітей.  Членство зосереджене на північному сході США . Штати з найвищими показниками прихильності - Массачусетс, Нью-Гемпшир, Род-Айленд та Нью-Йорк.  Однак є також велика кількість членів у Флориді та Каліфорнії .
Архиєпархія приймає в своїх лавах і під духовною егідою та пастирською опікою православних християн, які як особи, так і як організовані групи в митрополіях і парафіях добровільно приїжджають до неї і які визнають церковну та канонічну юрисдикцію Вселенського патріархату . 
До складу архиєпархії також входить 21 монастирська громада, 17 з яких заснував старійшина Єфрем (колишній настоятель монастиря Філотей ). Найбільший з них - грецький православний монастир Святого Антонія у Флоренції, штат Арізона.
Окрім того, однією семінарією керує Грецька архиєпархія, Грецька православна богословська школа Святого Хреста в Брукліні, штат Массачусетс, яка навчає не лише семінаристів Грецької архиєпархії, а й представників інших юрисдикцій .
Грецька православна архиєпархія Америки була членом SCOBA і є членом її організації-наступниці - Асамблеї канонічних православних єпископів Сполучених Штатів Америки . Завдяки наказу Диптихів грецький архиєпископ Америки виконує функції голови Асамблеї.

## Парафії
Грецька православна архиєпархія включає близько 525 парафій та 20 монастирів по всій території Сполучених Штатів Америки.  Грецька православна архиєпархія має одну юрисдикцію семінарії. Ця школа називається Святим Хрестом. Семінарія знаходиться в Брукліні, штат Массачусетс, і в 2012 році відсвяткувала своє 75-річчя як школа теології. У кампусі також знаходиться єдиний в Америці акредитований грецький православний коледж Грецького коледжу. Ці дві школи розташовані на найвищій географічній точці, що прилягає до Бостона, відомій як "Свята Гірка".

## Єпископство

### Єпархіальні єпископи
- Архиєпископ Америки Ельпідофор (Ламбрініадіс) [1]
- Митрополит Методій (Турнас) Бостона
- Денверський митрополит Ісая (Хронопулос)
- Митрополит Атланта Алексій (Панайотопулос)
- Митрополит Микола (Піссаре) Детройтський
- Митрополит Сан-Франциско Герасимос (Міхалеас)
- Пітсбурзький митрополит Савас (Зембіллас) (обраний 2 листопада 2011 р.; інтронізація 8 грудня 2011 р.)
- Митрополит Євангелос (Куруніс) Нью-Джерсі
- Митрополит Чиказький Нафанаїл (Симеонід)

(Це фактичний ієрархічний порядок старшинства та офіційний список єпископів. )

### Єпископи-помічники
- Єпископ Фадосіян Андоніос (Паропулос), канцлер Архиєпархії Америки (а також, безпосередньо Архиєпархіальний округ), домагався дострокової відставки з Архиєпархії в травні 2019 року [18] [19]
- Єпископ Демітріос (Кантзавелос) з Мокісоса, призначений до Чиказької митрополії
- Єпископ Зеланський Себастьянос (Скордаллос)
- Єпископ Медейський Апостолос (Куфаллакіс), призначений до митрополії Сан-Франциско

### Відставні єпископи
- Митрополит Пітсбургський Максим (Агіоргуссі)
- Єпископ Катанійський Яковос (Піліліс)
- Митрополит Філофей (Карамітос) Мелоа Помер у травні 2017 року
- Єпископ Ксантонський Димитріос (Кухель)

### Колишні архиєпископи Америки
- Олександр (Демоглу), 1922–1930
- Афінагор (Спиру), 1931–1948
- Тимотей Евангелінідіс, 1949 (обраний, але помер до вступу на посаду)
- Михайло (Костянтинід), 1949–1958
- Яковос (Кукузі), 1959–1996
- Спиридон (Папагеорж), 1996–1999
- Demetrios (Trakatellis), 1999-2019

### Покійні ієрархи
- Архиєпископ Тітейра та Великобританія Афінагор (Кавадас) (раніше Бостон)
- Архиєпископ Тітейрський та Великобританійський Афінагор (Коккінакіс)
- Митрополит Антоній (Гергіанакіс) Сан-Франциско
- Митрополит Ієраполіський Германос (Полізоїд)
- Митрополит Чикаго Явос (Гарматис)
- Митрополит Іоаким (Алексопулос) з Деметрія (колишній Бостон)
- Митрополит Філаретос (Йоганнід) із Сіросу (колишній Чикаго) [20]
- Митрополит Саранта Екклезія (колишній Нью-Джерсі) Сайлас (Коскінас)
- Єпископ Аміліанос (Лалусіс) з Гаріуполіса
- Єпископ Сан-Франциско Ейрінай (Цурунакіс) [21]
- Єпископ Джордж (Папайоанну) з Нью-Джерсі
- Єпископ Герадімос (Пападопулос) з Абідоса
- Єпископ Германос (Ліамадіс) з Констанції
- Синадонський єпископ Германос (Псаллідакіс)
- Єпископ Каллістос (Папагеоргапулос) з Сан-Франциско [22]
- Єпископ Мелетіос (Діакандрю) з Арістея
- Єпископ Мелетіос (Триподакіс) з Крістіанопуліса [23]
- Єпископ Павло (деБаллестер) з Назіанзоса
- Єпископ Атлантський Філіп (Кутуфас)
- Єпископ Феодосій (Сідеріс) Анконський
- Єпископ Тимофій (Галофтіс) Детройтський
- Митрополит Філофей (Карамітос) Мелоа

## Адміністрація

### Канцелярія архиєпископа
Канцелярія Архиєпископа відповідає вимогам, пов'язаним із загальними обов'язками архиєпископа. Завдання включають: планування пастирських візитацій архиєпископа, офіційних та неофіційних зустрічей з духовенством та мирянами, публічних та офіційних виступів, аудієнцій, конференцій та подорожей. Крім того, Управління обробляє всі форми спілкування, адресовані архиєпископу.

### Канцелярія канцлера
Канцелярія канцлера стурбована благополуччям духовенства, їх постійними призначеннями та перепризначеннями, їх постійною освітою та перевагами, які їм надає Церква. Нещодавній канцлер Архиєпархіального єпископа Андоніос Фазіанський подав заяву про звільнення у травні 2019 року. 

### Управління адміністрацією
Адміністративне управління відповідає за адміністративні, фінансові та розвивальні функції архиєпархії. Цей офіс керує людськими ресурсами та діяльністю архиєпархіального штабу в Нью-Йорку. Крім того, бюро виступає координатором та зв'язком для Конгресу духовенства та мирян, Архиєпархіальної ради та різних архиєпархіальних установ.

### Архиєпархіальна рада
Архиєпархіальна рада є дорадчим та дорадчим органом архиєпископа. Він інтерпретує та реалізує рішення Конгресу духовенства та мирян та Положення архиєпархії, керує тимчасовими та фінансовими справами архиєпархії та має тимчасові законодавчі повноваження між конгресами духовенства та мирян.

## Архиєпархіальні установи
Інформація про різні установи по всій території Сполучених Штатів, які входять до Грецької православної архиєпархії Америки.

### Архиєпархіальний собор Святої Трійці

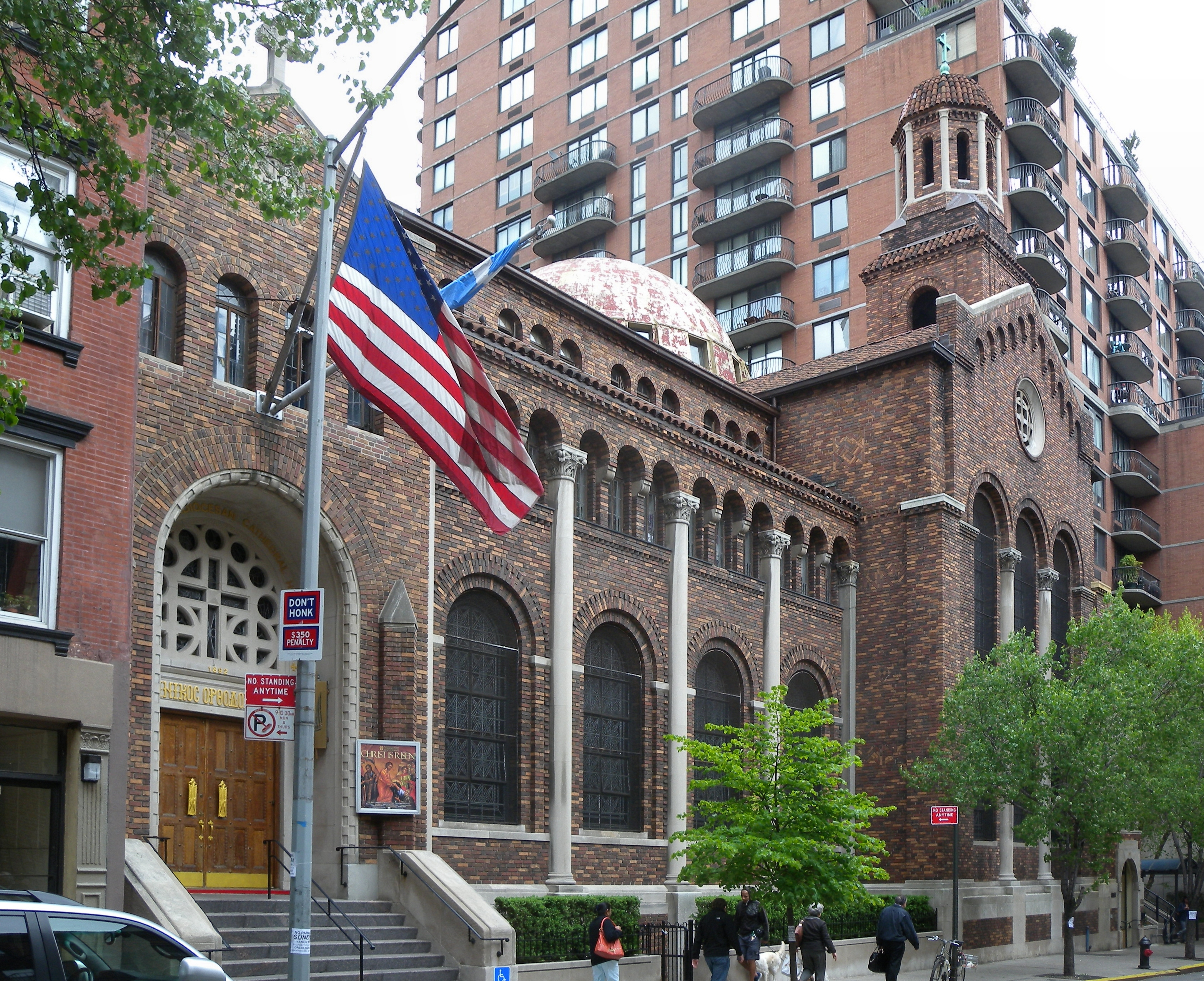
Архиєпархіальний собор Святої Трійці

Архиєпархіальний собор Святої Трійці забезпечує регулярне богослужіння, консультування, християнську освіту, служіння людьми та культурні програми для людей у районі Нью-Йорка.

### Еллінський коледж та Богословська школа Святого Хреста
Грецький коледж та Грецька православна теологічна школа Святого Хреста разом складають грецький православний християнський вищий навчальний заклад, що забезпечує бакалаврську та аспірантуру. Розташований на 52-акри (21 га) кампус у Брукліні, штат Массачусетс, Еллінський коледж та Святий Хрест прагнуть виховувати лідерів, священиків, мирян, чоловіків та жінок.

### Академія Святого Василія
Академія Святого Василія - це грецька православна архиєпархія, де не знаходяться будинки для дітей, які потребують допомоги. Служачи благодійним центром Церкви, мета Академії - забезпечити любляче християнське середовище, де діти, що проживають, виховуються до дорослого життя. Незважаючи на те, що дітей привозять до Академії з різних причин, спільною ниткою всіх дітей, що проживають, є нездатність батьків-опікунів достатньо піклуватися про них. 

### Михайлівський дім
Дім Святого Михайла - це сертифікований державним департаментом соціальних служб проживання дорослих Грецької православної архиєпархії Америки. Програми та послуги Будинку Святого Михайла спеціально розроблені для людей похилого віку, які прагнуть жити за допомогою домоволодінь у грецькому православному середовищі.

### Національна святиня Святого Фотія
Національна святиня Святого Фотія - єдина грецька православна національна святиня в країні. Це насамперед релігійний заклад і знаходиться в найстарішому місті Америки - Сент-Огастіні, штат Флорида. Призначення святині подвійне. По-перше, він вшановує пам’ять про першу колонію греків у Новому Світі та наступних поколіннях грецьких іммігрантів ( protopori ). По-друге, він служить для збереження, посилення та пропаганди етнічних та культурних традицій грецької спадщини та вчень Грецької православної церкви в Америці. Щорічно святиню відвідують понад 100 000 людей. 

### Еллінський культурний центр
Еллінський культурний центр Грецької православної архиєпархії Америки був створений в 1986 році з метою культивування багатої православної спадщини та еллінських звичаїв, культури та традицій в рамках греко-американської спільноти.

### Національний форум музикантів грецької православної церкви
Національний форум грецьких православних церковних музикантів є архиєпархіальним служінням, відповідальним за літургійну музичну діяльність та розвиток, підтримку та визнання церковних музикантів. Національний форум, закріплений в 1976 році як допоміжний орган архиєпархії, служить зв'язком між місцевими церковними музикантами, столичними федераціями музичної церкви та архиєпархиєю. Він також служить місцем збору церковних музикантів для обговорення питань, що стосуються літургійної музики, та для формулювання необхідних відповідей.

### Національне сестринство пресвітерів (NSP)
Національне сестринство пресвітерів, офіційно створене в 1982 році, складається з усіх пресвітерів (тобто дружин одружених священиків) Грецької православної архиєпархії Америки. Метою Сестринства є просування духу християнської любові серед Пресвітерів, даючи їм можливість ближче познайомитись. Це досягається за допомогою реколекцій, зустрічей, світських зібрань та інформаційних бюлетенів, які допомагають пресвітерам створити унікальний зв’язок. Національна рада сестринства збирається щороку, тоді як загальне членство скликається кожні два роки на конгресі духовенства та мирян. 

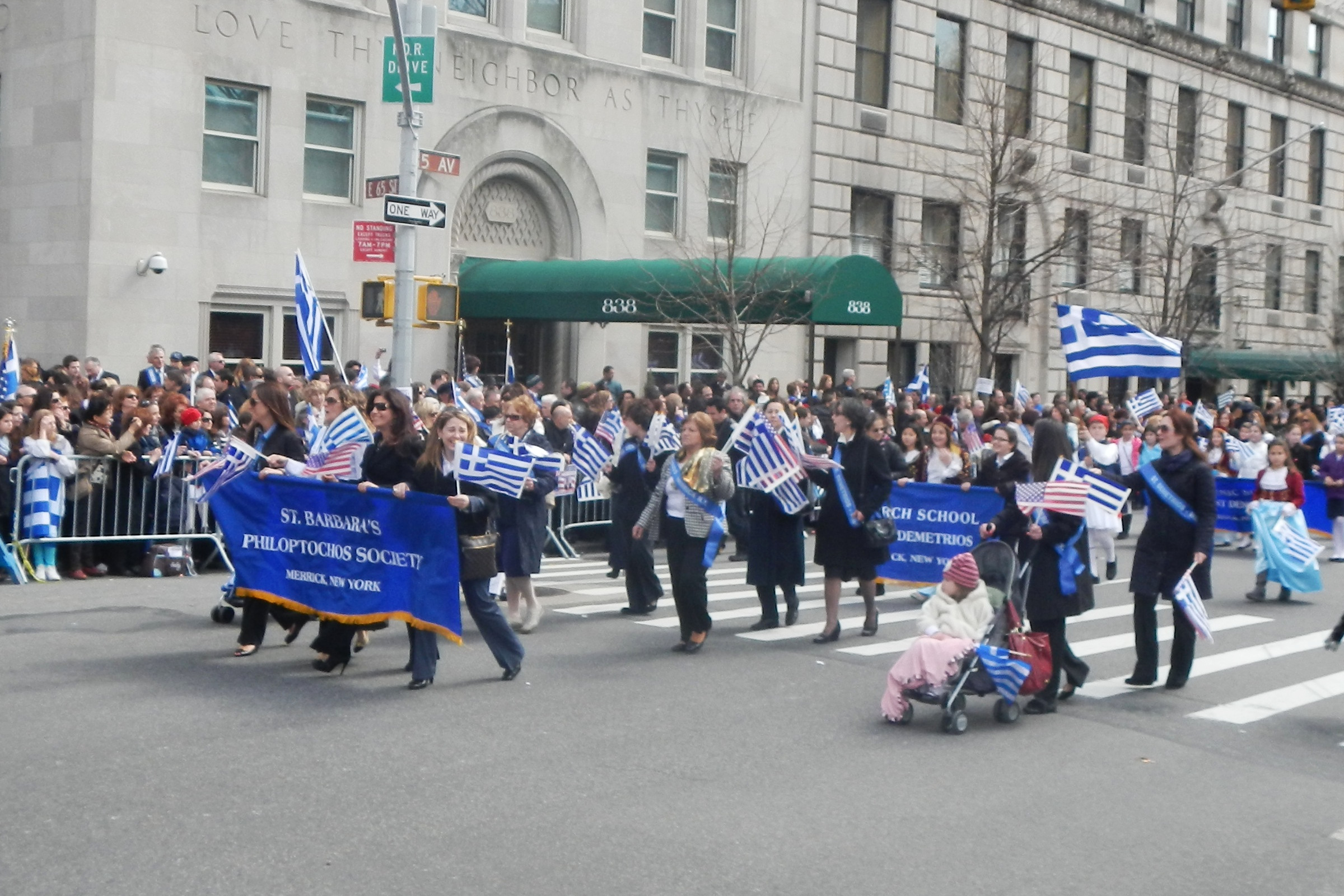
Філоптохос Мерріка, Нью-Йорк

## Виноски
1. ↑ Кількість прихильників, поданих в "Атласі американських православних християнських церков", визначається як "окремі повноправні члени" з додаванням їхніх дітей. Він також включає оцінку кількості тих, хто не є членами, але регулярно бере участь у парафіяльному житті. До постійних відвідувачів належать лише ті, хто регулярно відвідує церкву та регулярно бере участь у церковному житті. 

## Цитати
- Pappaioannou, Rev. George (1984). The Historical Development of the Greek Orthodox Archdiocese of North and South America. У Litsas, F.K. (ред.). A Companion to the Greek Orthodox Church. New York, N.Y.: Greek Orthodox Archdiocese of North and South America. с. 178—206.